# Francis de Miomandre
Francis de Miomandre (pseudonym for François Félicien Durand, født 22. maj 1880 i Tours, død 1. august 1959 i Saint-Brieuc) var en fransk forfatter, der i 1908 fik Goncourtprisen for romanen Écrit sur de l'eau....
1. ↑  Navnet er anført på svensk og stammer fra Wikidata hvor navnet endnu ikke findes på dansk.